# Seleção Antiguana de Basquetebol
A Seleção Antiguana de Basquetebol é a equipe que representa Antígua e Barbuda em competições internacionais de Basquetebol. É gerida pela Antigua and Barbuda Amateur Basketball Association filiada a Federação Internacional de Basquetebol desde 1976.

## Ligações Externas
- Sítio Oficial da ABBA